# Denzel Dumfries
Denzel Justus Morris Dumfries (n. 18 aprilie 1996, Rotterdam, Țările de Jos) este un fotbalist neerlandez liber de contract, care joacă pe post de fundaș lateral.
Dumfries și-a început cariera de senior în 2014 la Sparta Rotterdam, ajutându-i să câștige promovarea în Eredivisie în 2016 ca Talentul Anului din Eerste Divisie. În 2017, s-a alăturat lui Heerenveen, înainte de a se muta la PSV în anul următor, devenind în cele din urmă căpitanul clubului. În 2021, Dumfries s-a alăturat echipei Inter Milano din Serie A.
Născut în Țările de Jos dintr-un tată din Aruba, Dumfries a reprezentat inițial Aruba la nivel internațional în 2014, înainte de a-și schimba loialitatea față de Țările de Jos. Și-a făcut debutul la seniori în 2018 și a reprezentat echipa națională la UEFA Euro 2020 și la Cupa Mondială FIFA 2022.

## Statistici

### Goluri internaționale
| Nu. | Data           | Locul de desfășurare                  | Selecție | Adversar | Scor | Rezultat final | Competiție  |
| --- | -------------- | ------------------------------------- | -------- | -------- | ---- | -------------- | ----------- |
| 1   | 30 martie 2014 | Stadionul Trinidad, Oranjestad, Aruba | 2        | Guam     | 1–0  | 2–0            | Meci amical |

| Nu. | Data              | Locul de desfășurare                              | Selecție | Adversar                   | Scor | Rezultat final | Competiție                                        |
| --- | ----------------- | ------------------------------------------------- | -------- | -------------------------- | ---- | -------------- | ------------------------------------------------- |
| 1   | 13 iunie 2021     | Johan Cruyff Arena, Amsterdam, Țările de Jos      | 20       | Ucraina                    | 3–2  | 3–2            | UEFA Euro 2020                                    |
| 2   | 17 iunie 2021     | Johan Cruyff Arena, Amsterdam, Țările de Jos      | 21       | Austria                    | 2–0  | 2–0            | UEFA Euro 2020                                    |
| 3   | 11 octombrie 2021 | De Kuip, Rotterdam, Țările de Jos                 | 28       | Gibraltar                  | 4–0  | 6–0            | Calificările pentru Campionatul Mondial FIFA 2022 |
| 4   | 3 iunie 2022      | Stadionul Regele Baudouin, Bruxelles, Belgia      | 33       | Belgia                     | 3–0  | 4–1            | Liga Națiunilor UEFA 2022–23                      |
| 5   | 11 iunie 2022     | De Kuip, Rotterdam, Țările de Jos                 | 34       | Polonia                    | 2–2  | 2–2            | Liga Națiunilor UEFA 2022–23                      |
| 6   | 3 decembrie 2022  | Stadionul Internațional Khalifa, Al Rayyan, Qatar | 41       | Statele Unite ale Americii | 3–1  | 3–1            | Campionatul Mondial de Fotbal 2022                |

## Palmares
Sparta Rotterdam
- Eerste Divisie : 2015–16

Inter milan
- Cupa Italiei : 2021–22
- Supercopa Italiană : 2021

Individual
- Echipa anului din Eredivisie: 2018–19 [3]